# BMW 3/15
BMW 3/15 – małolitrażowy samochód osobowy produkowany w latach 1929–1932 przez Bayerische Motoren-Werke AG. Samochód ten potocznie nazywany Dixi był pierwszym samochodem seryjnym marki BMW. Łączna produkcja tego samochodu osiągnęła 15 948 egzemplarzy.

## Historia modelu
16 listopada 1928 roku BMW przejęło Fabrykę Samochodów w Eisenach (niem. Fahrzeugfabrik Eisenach), gdzie produkowano małe samochody osobowe Dixi  3/15. Samochód ten był produktem licencyjnym, wierną kopią produkowanego w Anglii od 1922 roku Austina Seven. Zanim jednak na chłodnicy umieszczono biało-niebieskie logo BMW konstrukcję samochodu poddano gruntownej modernizacji. W tym celu zaangażowano francuskiego inżyniera Lucien Rosengarda. Zmiany konstrukcyjne w porównaniu z pierwowzorem modelem Dixi 3/15 ograniczyły się w większości do modernizacji karoserii. Zlikwidowano progi powiększając przestrzeń we wnętrzu samochodu, zmieniono stylistykę obudowy chłodnicy, powiększono powierzchnię szyb bocznych tylnej, zastosowano układ hamulcowy na cztery koła oraz zastąpiono starą stalowo-drewnianą karoserię na nowoczesną i niespotykaną w tej klasie samochodów nitowaną karoserię, wykonaną w całości ze stali.
BMW 3/15 typ DA2 (niem.Deutsche Ausführung pol. edycja niemiecka) zadebiutował w wersji dwudrzwiowej 9 lipca 1929 roku, a slogan reklamowy tego modelu brzmiał wewnątrz większy niż na zewnątrz. W roku premiery Max Buchner, Albert Kandt i Wilhelm Wagner wystartowali w międzynarodowym wyścigu na trzech BMW 3/15. Trasa rajdu prowadziła z Monachium przez Villach, Merano i Lugano do Como 2650 km przez Alpy. Wyścig trwał pięć dni, a w każdy dzień do pokonania było cztery do pięciu alpejskich przełęczy i zakończył się sensacyjnym zwycięstwem zespołu BMW 3/15. Średnia prędkość wyniosła 42 km/h i dała tym niewielkim samochodom najlepszy czas na każdym z pięciu etapów. Sukces osiągnięty w Międzynarodowym Rajdzie Alpejskim korzystnie wpłynął na sprzedaż samochodu. Już w pierwszym roku produkcji do klientów trafiło 5350 egzemplarzy BMW 3/15 co stanowiło 7,2% całkowitej sprzedaży na rynku niemieckim. Na krótko po debiucie rozpoczęto produkcję wersji kombi opartej na starej konstrukcji drewniano-stalowej, a w późniejszym okresie poszerzono ofertę o dwusiedzeniowe coupe, dwu- i czterosiedzeniowego kabrioletu oraz małego transportera. W lipcu 1931 roku przeprowadzono modyfikacje zawieszenia i model o nazwie BMW 3/15 typ DA 4 wyposażono w układ o niezależnym zawieszeniem przednich kół. Nazwa typu DA 3 zarezerwowana była dla sportowej wersji roadster samochodu nazywanego „Wartburg”, który produkowany był w latach 1930–1931 i sprzedano go w liczbie 150 egzemplarzy.

## Dane techniczne
| | BMW 3/15 PS typ DA2: 1929–1931 typ DA4: 1931–1932                      |
| Układ napędowy                                                                                          | Układ napędowy                                                         |
| --- | ---------------------------------------------------------------------- |
| Liczba cylindrów średnica cylindra / skok tłoka pojemność skokowa moc stopień sprężania skrzynia biegów | 4 56 / 76 mm 748,5 cm³ 15 KM przy 3000 obr./min 1:5,6 ręczna / 3 biegi |
| Dane techniczne: wymiary                                                                                |                                                                        |
| rozstaw osi rozstaw kół Długość Szerokość Wysokość masa własna                                          | 1905 mm 1000 mm przód / 1030 mm tył 3000 mm 1275 mm 1625 mm 470–550 kg |
| Dane techniczne: osiągi / ogólne                                                                        |                                                                        |
| prędkość maksymalna zużycie paliwa pojemność baku masa maksymalna liczba egzemplarzy                    | 75 km/h 6 l/100 km 20 litrów 745 kg 15 798 szt.                        |